# Bunte Deutsche Edelziege

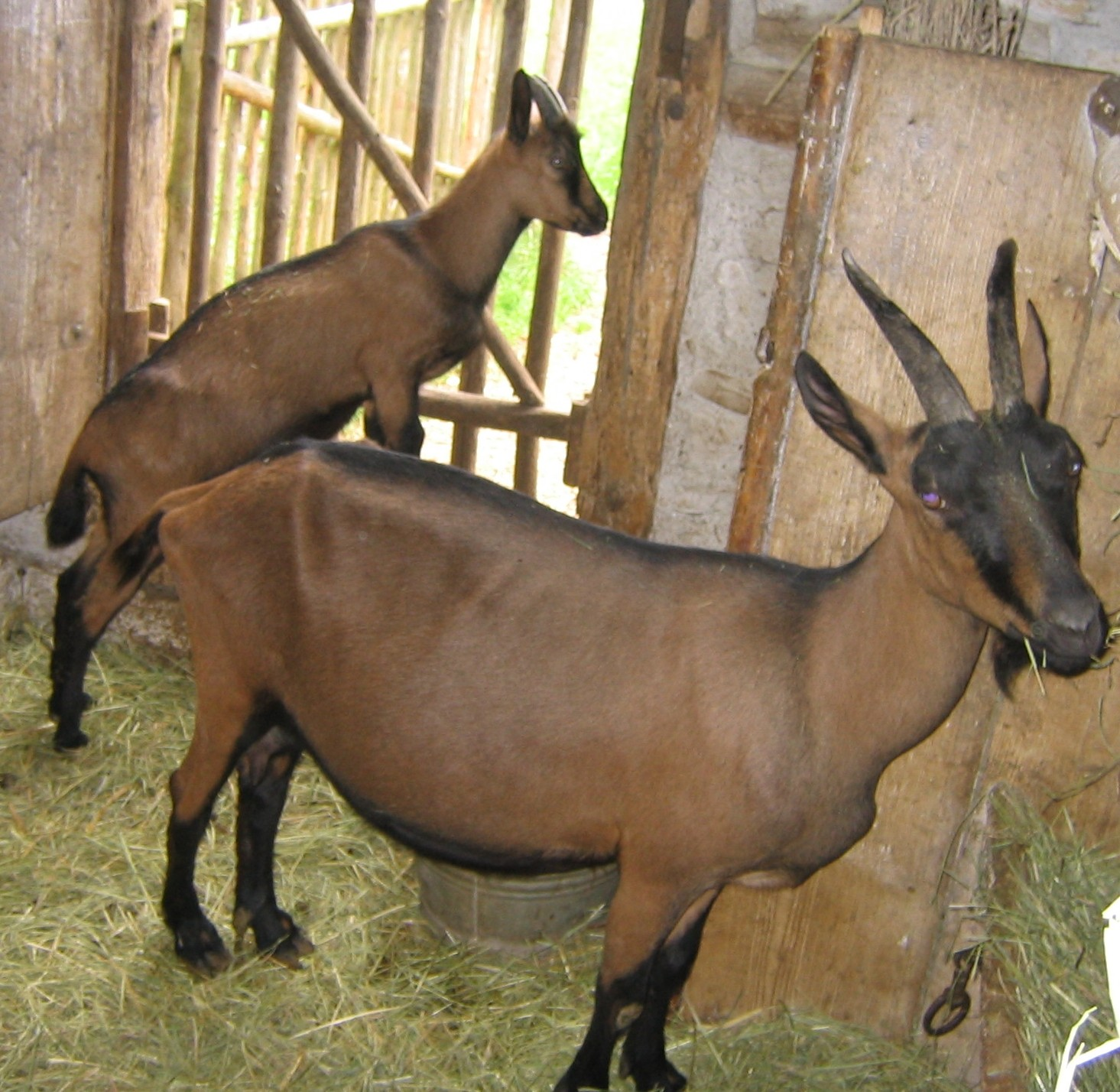
Bunte Deutsche Edelziegen

Die Bunte Deutsche Edelziege (abgekürzt BDE) ist eine Rasse der Hausziege und entstand 1928, als man die verschiedenen Farbvarianten braun getönter Ziegen aus allen Gebieten Deutschlands zusammenfasste. Im selben Jahr wurden auch die weißen Schläge Deutschlands zur Weißen Deutschen Edelziege vereint.

## Zuchtziel
Das Zuchtziel der Bunten Edelziege ist eine fruchtbare, widerstandsfähige und langlebige Ziege mit korrekter Beinstellung im mittleren Rahmen und hoher Wirtschaftlichkeit aufgrund hoher Fett- und Eiweißleistungen.

## Farbvarianten und Schläge
Farbvarianten und Schläge, die zur Bunten Deutschen Edelziege führten, sind:
- die ehemalige Frankenziege, die als Farbvariante mit braunem Grundton des Haarkleids und schwarzem unteren Teil der Beine und Aalstrich fortgeführt wird,
- die ehemalige Schwarzwaldziege, wird als Farbvariante mittel- bis sattbrauner Grundton und heller Unterbauch geführt,
- die heute als ausgestorben geltende Rhönziege,
- die Thüringer Waldziege, die als eigenständige Rasse nach der Wende wieder an Bedeutung gewann,
- die ehemalige Braune Harzer Ziege,[2] die bis 2010 ebenfalls noch als eigenständige Rasse geführt wurde,[3] und
- die ehemalige Erzgebirgsziege.

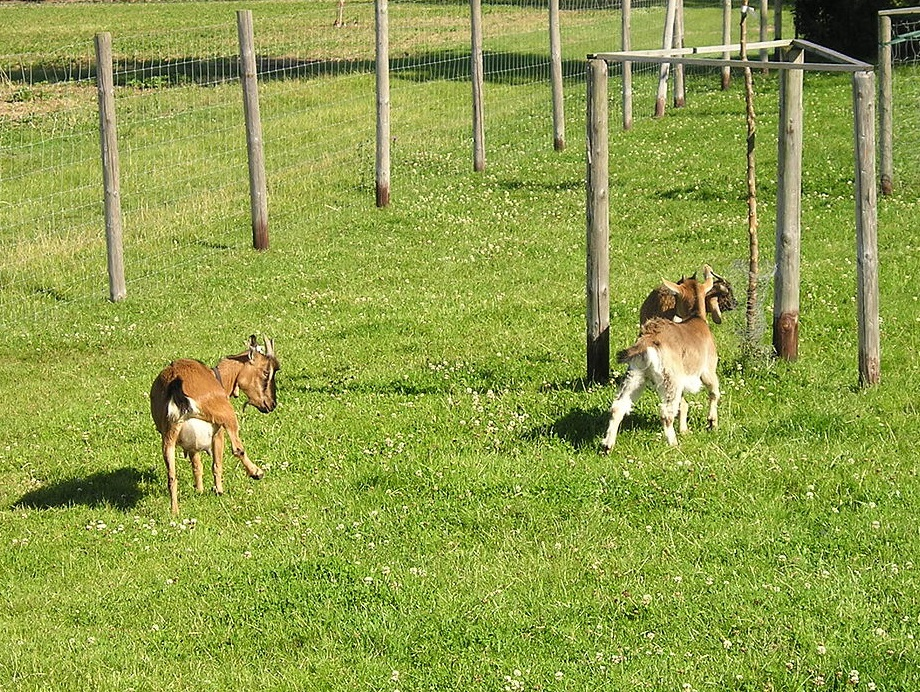
Schwarzwaldziegen
Rhönziege
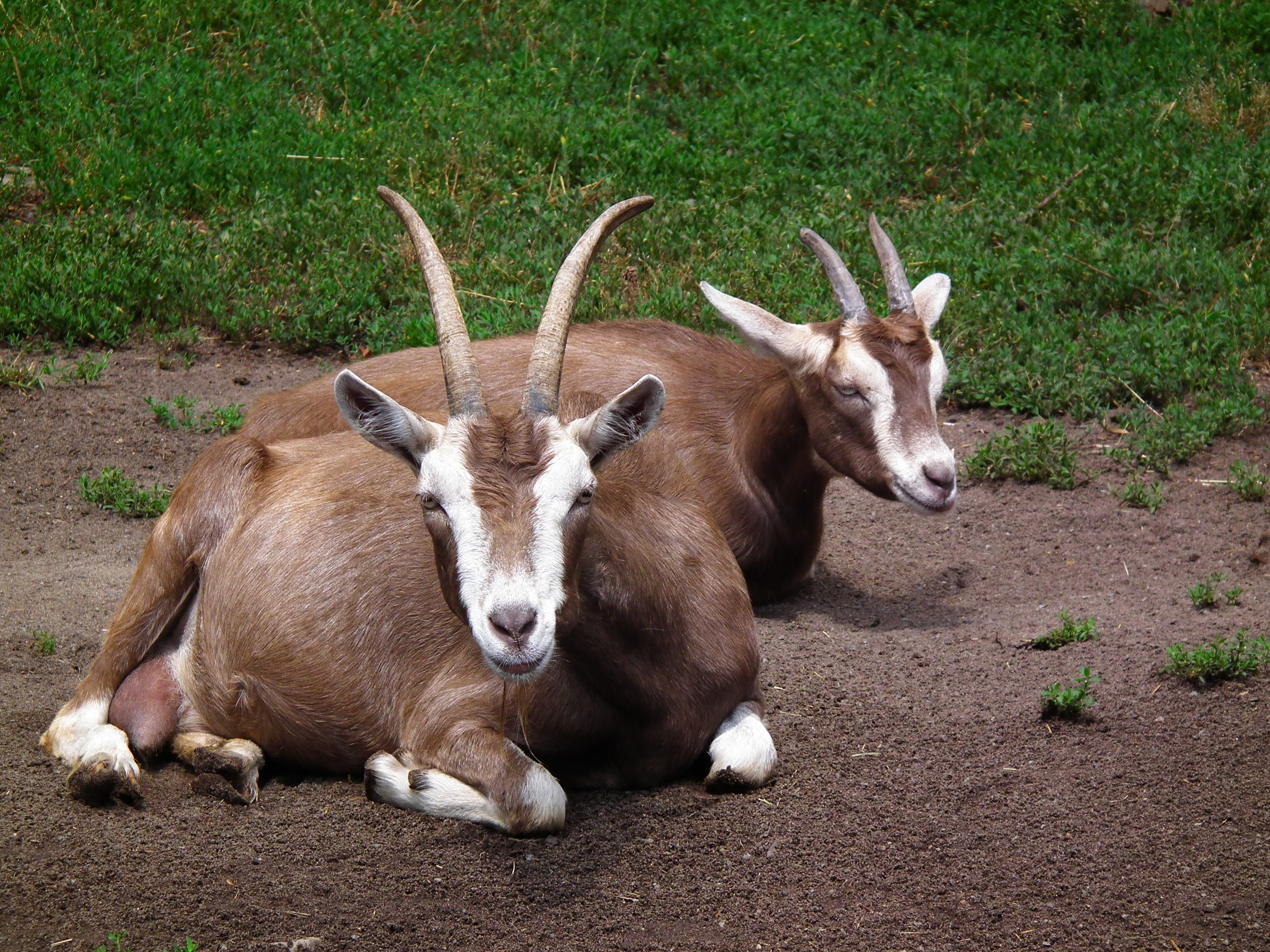
Thüringer Waldziegen
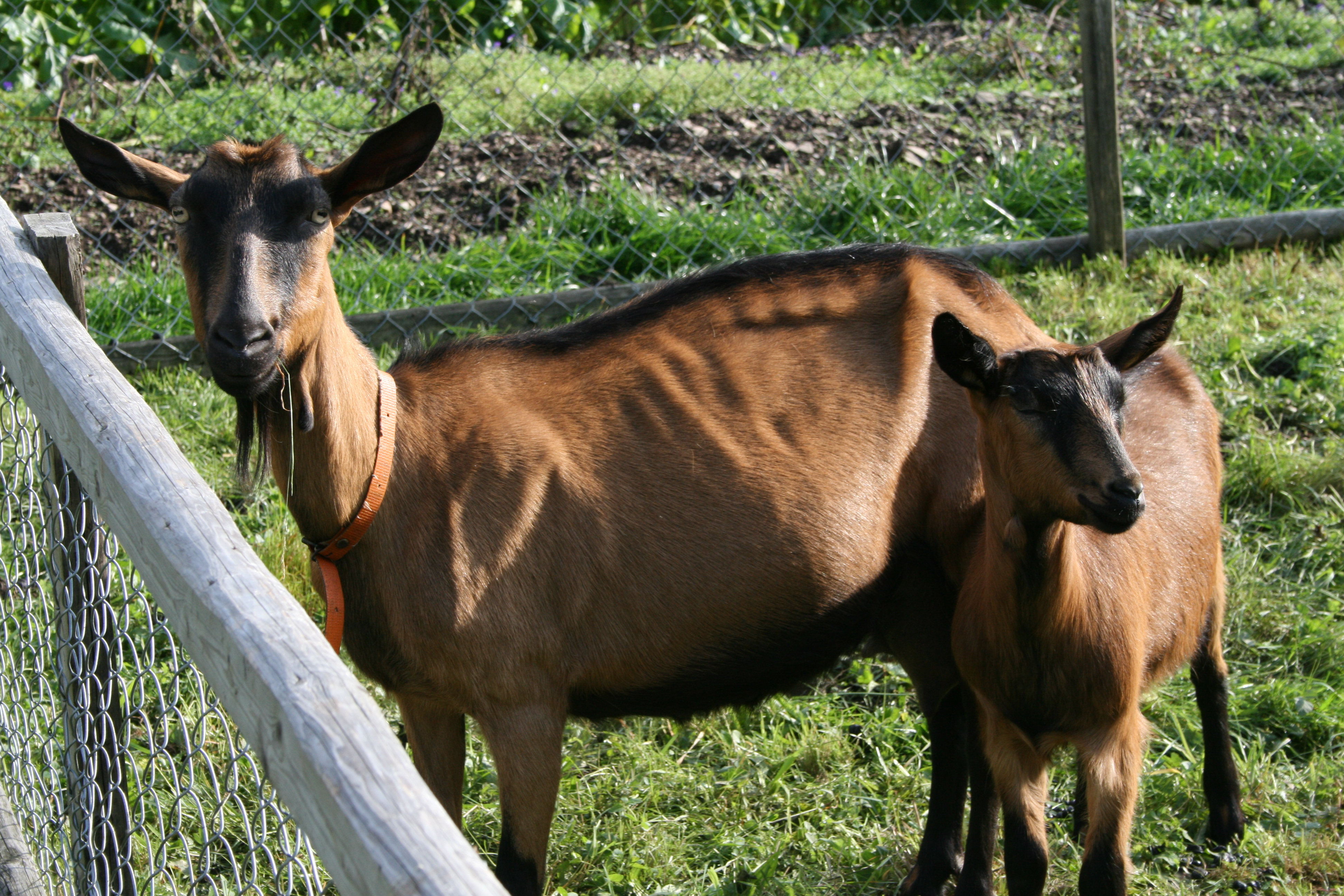
Erzgebirgsziege mit Kitz

## Nachweise
1. ↑  Kai Hagemeister: Bunte Deutsche Edelziege. In: ziegenlexikon.de. 2006, abgerufen am 5. Januar 2014.
2. ↑  Harzer Ziege. In: g-e-h.de. Gesellschaft zur Erhaltung alter und gefährdeter Haustierrassen, 2011, archiviert vom Original (nicht mehr online verfügbar) am 3. Januar 2014; abgerufen am 5. Januar 2014.  Info: Der Archivlink wurde automatisch eingesetzt und noch nicht geprüft. Bitte prüfe Original- und Archivlink gemäß Anleitung und entferne dann diesen Hinweis.
3. ↑  Rassebeschreibung Ziege: Bunte Deutsche Edelziege. In: tgrdeu.genres.de (Zentrale Dokumentation Tiergenetischer Ressourcen in Deutschland). Bundesanstalt für Landwirtschaft und Ernährung, 2011, archiviert vom Original (nicht mehr online verfügbar) am 3. Januar 2014; abgerufen am 5. Januar 2014.  Info: Der Archivlink wurde automatisch eingesetzt und noch nicht geprüft. Bitte prüfe Original- und Archivlink gemäß Anleitung und entferne dann diesen Hinweis.